# Cerro Armazones
Cerro Armazones är ett berg i Chile.   Det ligger i provinsen Provincia de Antofagasta och regionen Región de Antofagasta, i den norra delen av landet, 1 000 km norr om huvudstaden Santiago de Chile. Toppen på Cerro Armazones är 3 046 meter över havet, eller 521 meter över den omgivande terrängen. Bredden vid basen är 15,4 km.
Terrängen runt Cerro Armazones är huvudsakligen kuperad. Trakten runt Cerro Armazones är nära nog obefolkad, med mindre än två invånare per kvadratkilometer.. Det finns inga samhällen i närheten.
Trakten runt Cerro Armazones är ofruktbar med lite eller ingen växtlighet.